# Otidea bufonia
Otidea bufonia (Christian Hendrik Persoon, 1822 ex Émile Boudier, 1907), sin. Otidea umbrina (Christian Hendrik Persoon, 1822 ex Giacomo Bresadola, 1892) din încrengătura Ascomycota, în familia Pyronemataceae și de genul Otidea,  este o specie saprofită de ciuperci necomestibile regional destul de răspândită. O denumire populară nu este cunoscută. În România, Basarabia și Bucovina de Nord buretele trăiește mai ales în mănunchiuri și numai rar solitar, în mediu umed, prin frunziș, în toate felurile de pădure, preferat în cele mixte, dar fructifică cu predilecție la marginea potecilor bine călcate, poate prin perturbația cauzată de modificarea densității solului datorită compactării lui. Apare de la câmpie la munte din iulie (august) până la sfârșitul lui noiembrie.

## Taxonomie

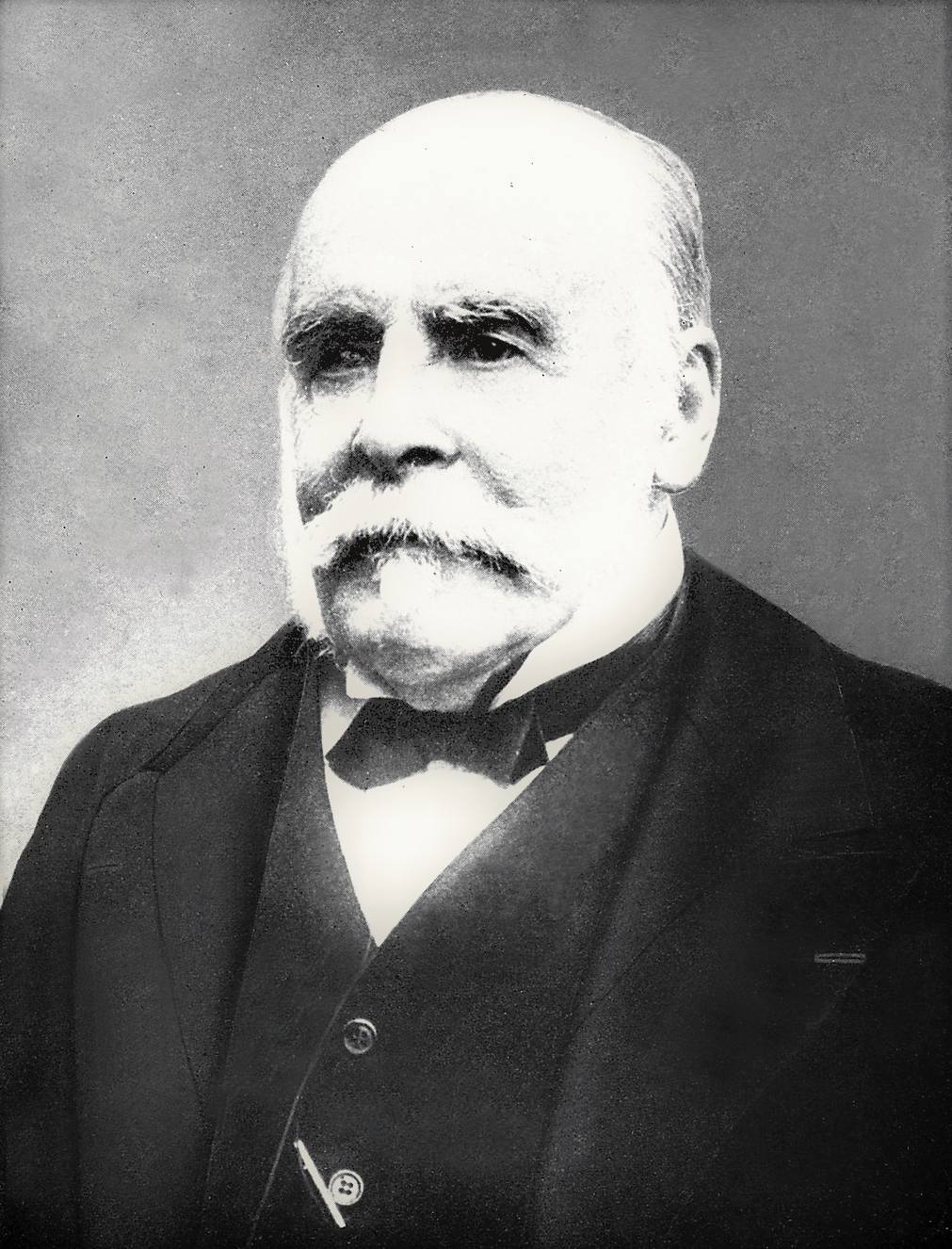
Émile Boudier

O specie de ciuperci, anume Peziza umbrina, a fost descrisă de savantul bur Christian Hendrik Persoon drept Peziza alutacea în volumul 2 al lucrării sale Observationes mycologicae. Seu descriptiones tam novorum, quam notabilium din 1799 (înregistrarea în 1800), cu care s-au ocupat în urmă mai mulți micologi. Astfel omul de știință englez Gray a denumit specia Scordelina umbrina în 1821, renumitul Elias Magnus Fries Peziza cochleata var. umbrina în 1822 și, în sfârșit, cunoscutul micolog italian Giacomo Bresadola care a transferat specia corect la genul Otidea sub păstrarea epitetului, de verificat în volumul 2 al operei sale Fungi tridentini novi vel nondum delineati et iconibus illustrati (scrisă în limba latină) din 1892.
În prezent (2020), apartenența ciupercii Otidea umbrina drept sinonim unei alte specii sau independența ei este discutată controvers. Astfel Index Fungorum o declară sinonim al Otidea cochleata, Mycobank sinonim al Otidea bufonia, iar alții o tot văd specie independentă.
Cum ar și fi, Christian Hendrik Persoon a determinat numele binomial valabil Peziza bufonia în volumul 1 al publicației sale Mycologia Europaea din 1822 și micologul francez Émile Boudier a transferat specia la genul Otidea sub păstrarea epitetului, de verificat în cartea sa Histoire et classification des discomycètes d'Europe din 1907. Acest taxon este numele curent valabil (2020). 
Toate celelalte încercări de redenumire sunt acceptate sinonim, dar nu sunt folosite.
Epitetul este derivat din cuvântul latin (latină bufo=broască râioasă, mormoloc), datorită aspectului.

## Descriere

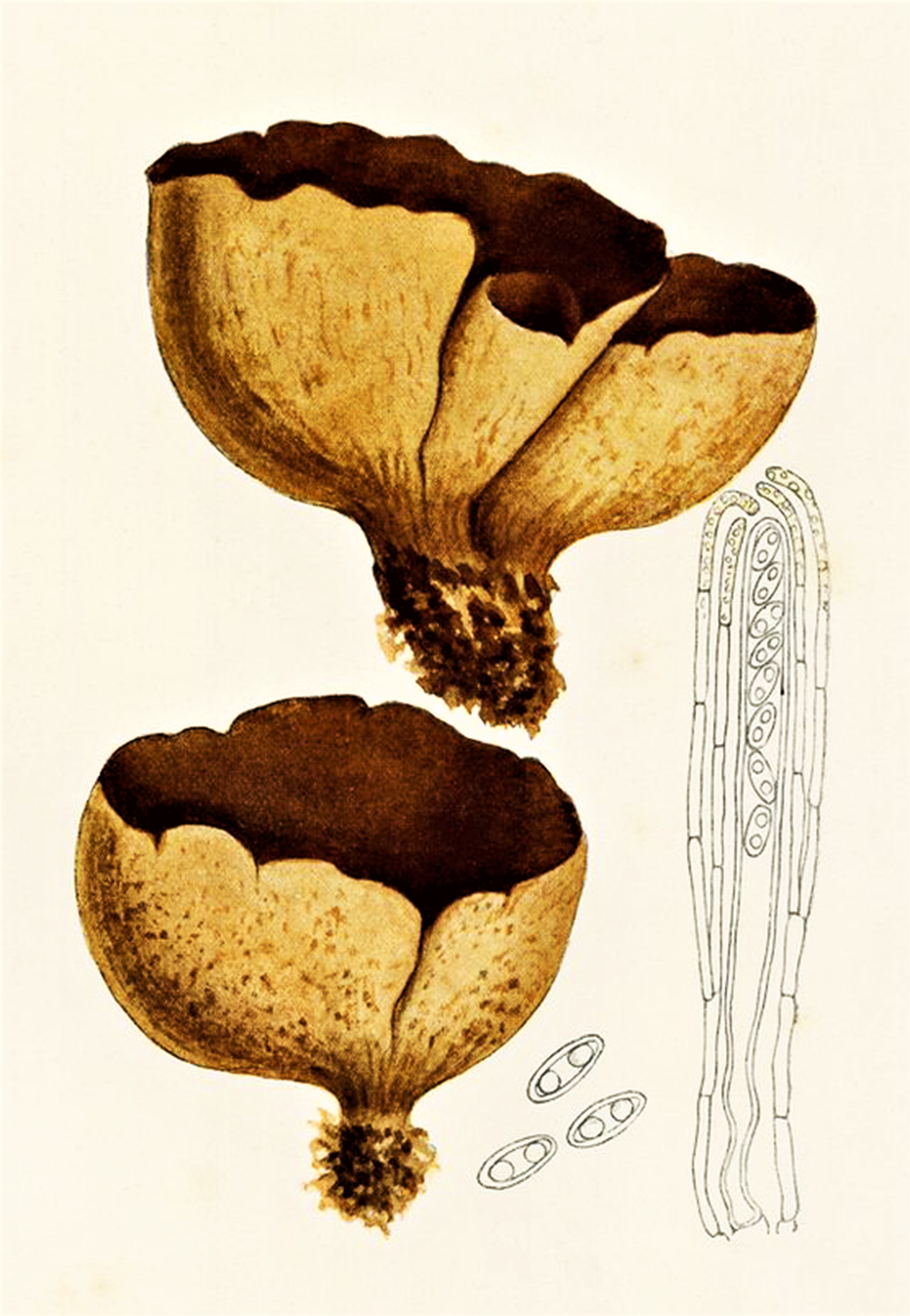
Bres.: Otidea umbrina

- Corpul fructifer: are un diametru maximal de 4-6 (8)cm, o înălțime în cele mai multe cazuri identică, este cărnos, gomos, dar și destul de fragil, în forma unei cupe alungite, de melc sau ureche, cu o despicătură în partea laterală mai scurtă și margini oarecum neregulate care se suprapun mai degrabă decât să se doar ciocnească. Suprafață inferioară (superioară), cea fertilă (adică cea căptușită cu stratul himenal care va produce sporii) este netedă, castanie, brun-roșcată până brun măslinie, iar cea sterilă exterioară, granuloasă până fin verucoasă, este de colorit mai deschis, cu o culoare de piele de porc, maroniu-gălbuie, în zone mai deshidratate precum cu reflexii purpurii sau brun-liliacee, în special pe marginea bine hidratată.
- Piciorul: albicios până crem este cu o lungime de aproximativ 1cm forte scurt. Se înrădăcinează ascuțit.
- Carnea: deschis maronie este gomoasă, dar totuși fragilă, cu un miros neînsemnat, poate slab făinos și gust blând, dar anost.[3][4]
- Caracteristici microscopice: are spori cu pereți subțiri și netezi pe exterior, alungit elipsoidali, unicelulari, hialini (translucizi), fiecare cu două picături de ulei în interior, având o mărime de 14-17 x 6-8 microni. Culoarea pulberii este albicioasă. Ascele cilindrice precum la bază atenuat pețiolate măsoară în general 200-260 x 11-12 microni și conțin câte 8 spori fiecare. Parafizele neamiloze (nu se decolorează cu reactivi de iod) cu pigmenți intracelulari maronii,  înguste, îndoite în formă de baston de promenadă și sus rotunjite, late de 2,5-3µm și mai înalte decât ascele, sunt în jos ramificate și septate în celulele marginale de 2-3 ori.[16]
- Reacții chimice: nu sunt cunoscute.[3][4]

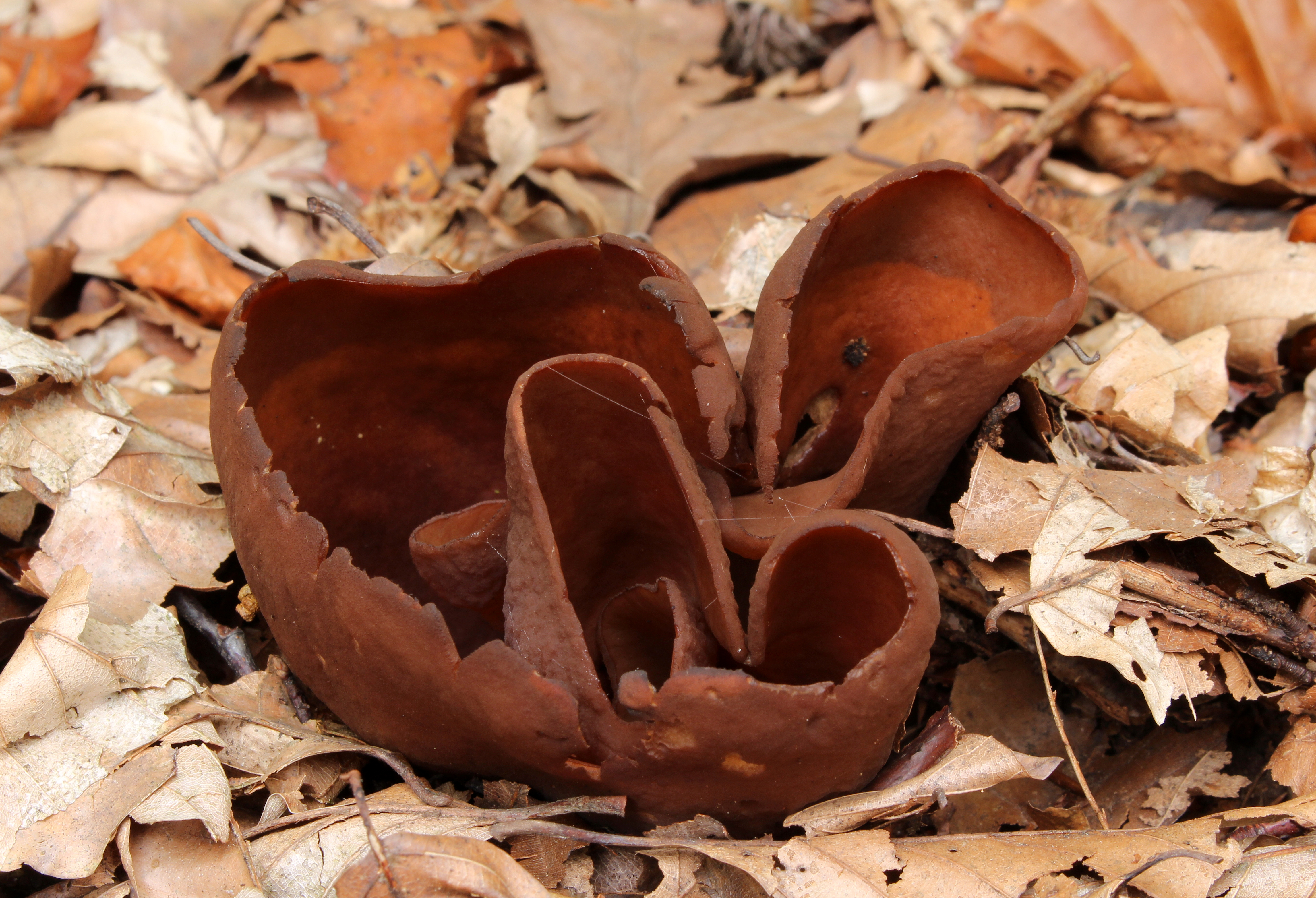
O. bufonia mature
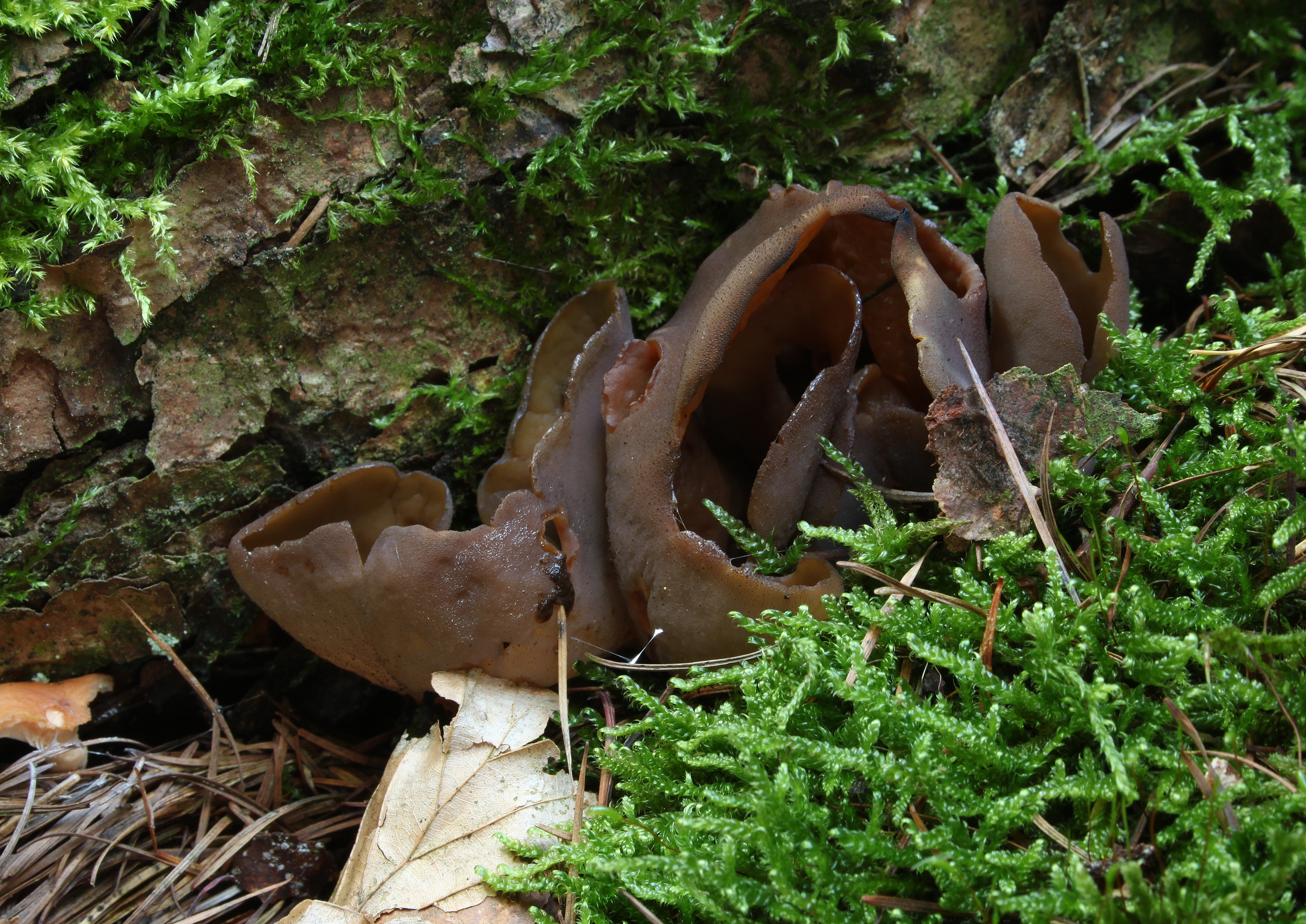
O. bufonia mai bătrâne

## Confuzii
Otidea bufonia poate fi confundată cu mai multe specii de ciuperci neotrăvitoare, ca de exemplu: Discina ancilis sin. Discina perlata (comestibilă), Gyromitra leucoxantha  sin. Discina leucoxantha (fără valoare culinară), Helvella silvicola sin. Wynnella silvicola (necomestibilă), Otidea abietina (inferioară), Otidea alutacea (fără valoare culinară), Otidea auricula (inferioară), Otidea cochleata (inferioară), Otidea concinna (comestibilă), Otidea grandis (inferioară), Otidea leporina (comestibilă), Otidea onotica (comestibilă), Otidea umbrina (inferioară), Peziza arvernensis (fără valoare culinară), Peziza badia (comestibilă),, Peziza muralis (inferioară) sau Peziza succosa (inferioară).

## Specii asemănătoare

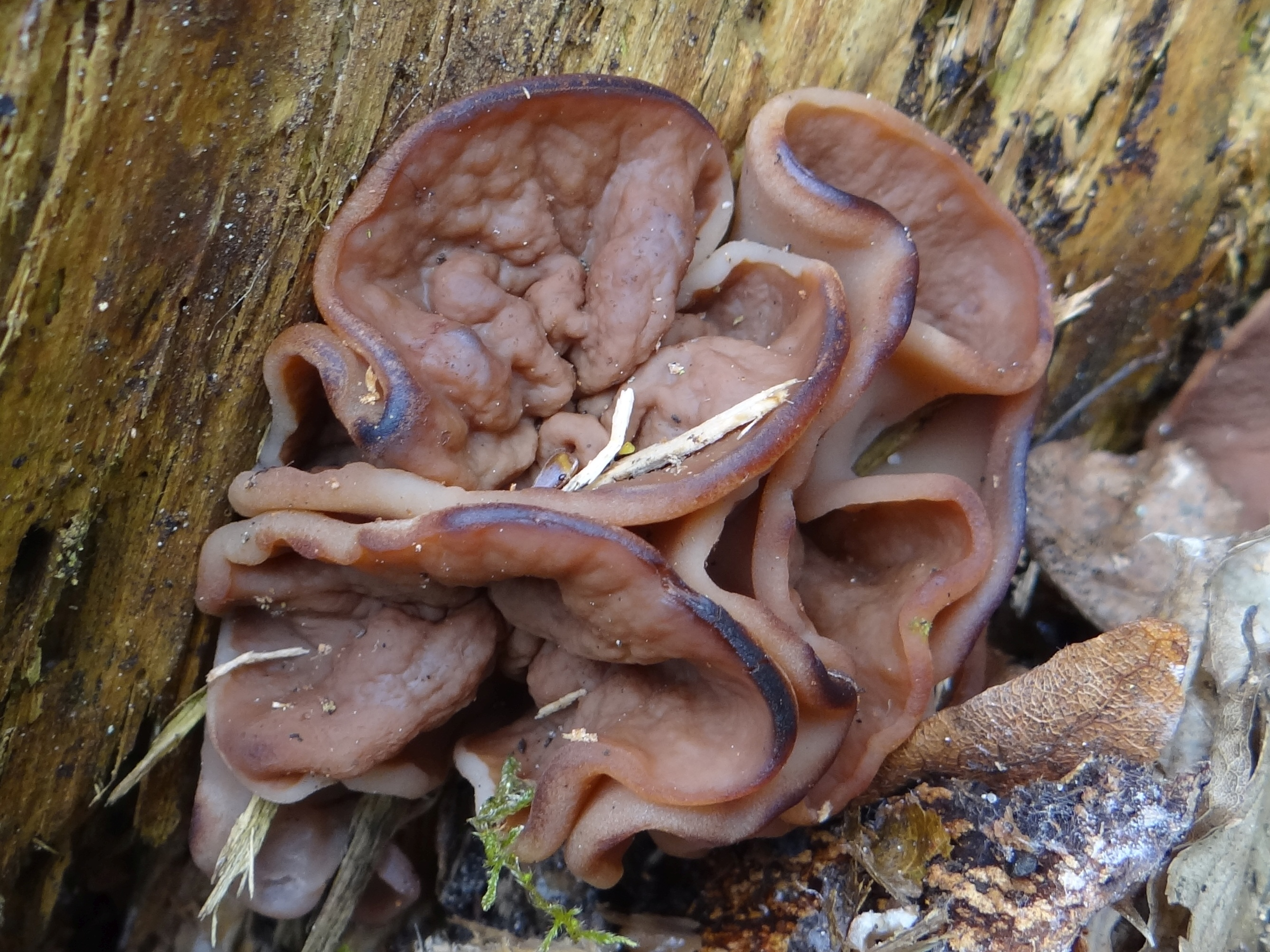
Discina ancilis sin. Discina perlata
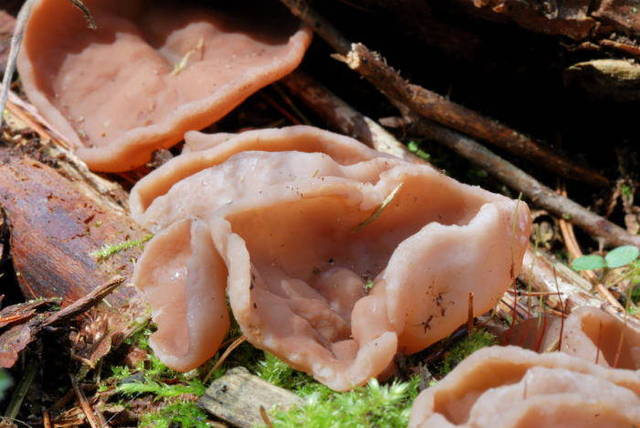
Gyromitra leucoxantha sin. Discina leucoxantha
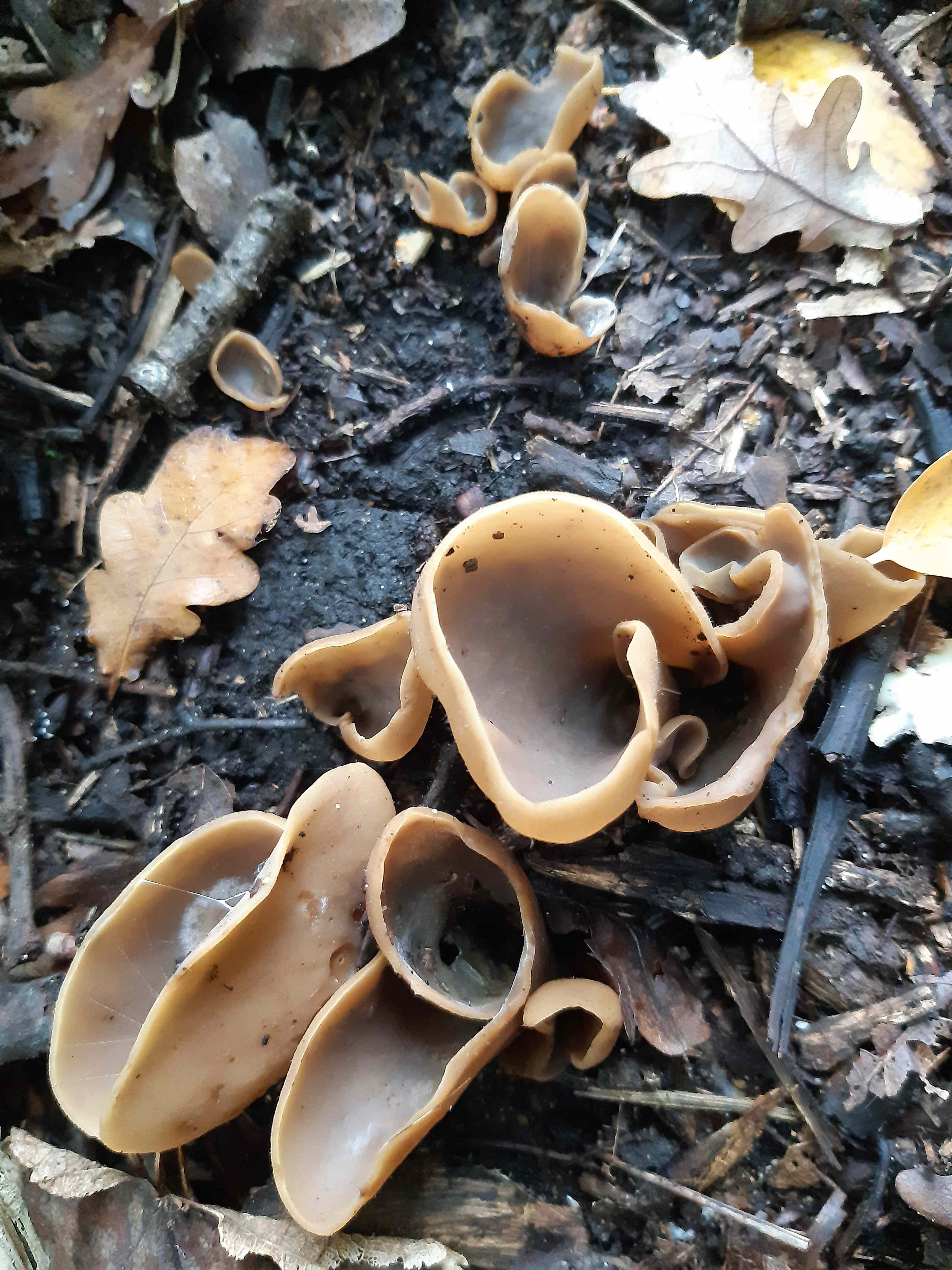
!Otidea alutacea!
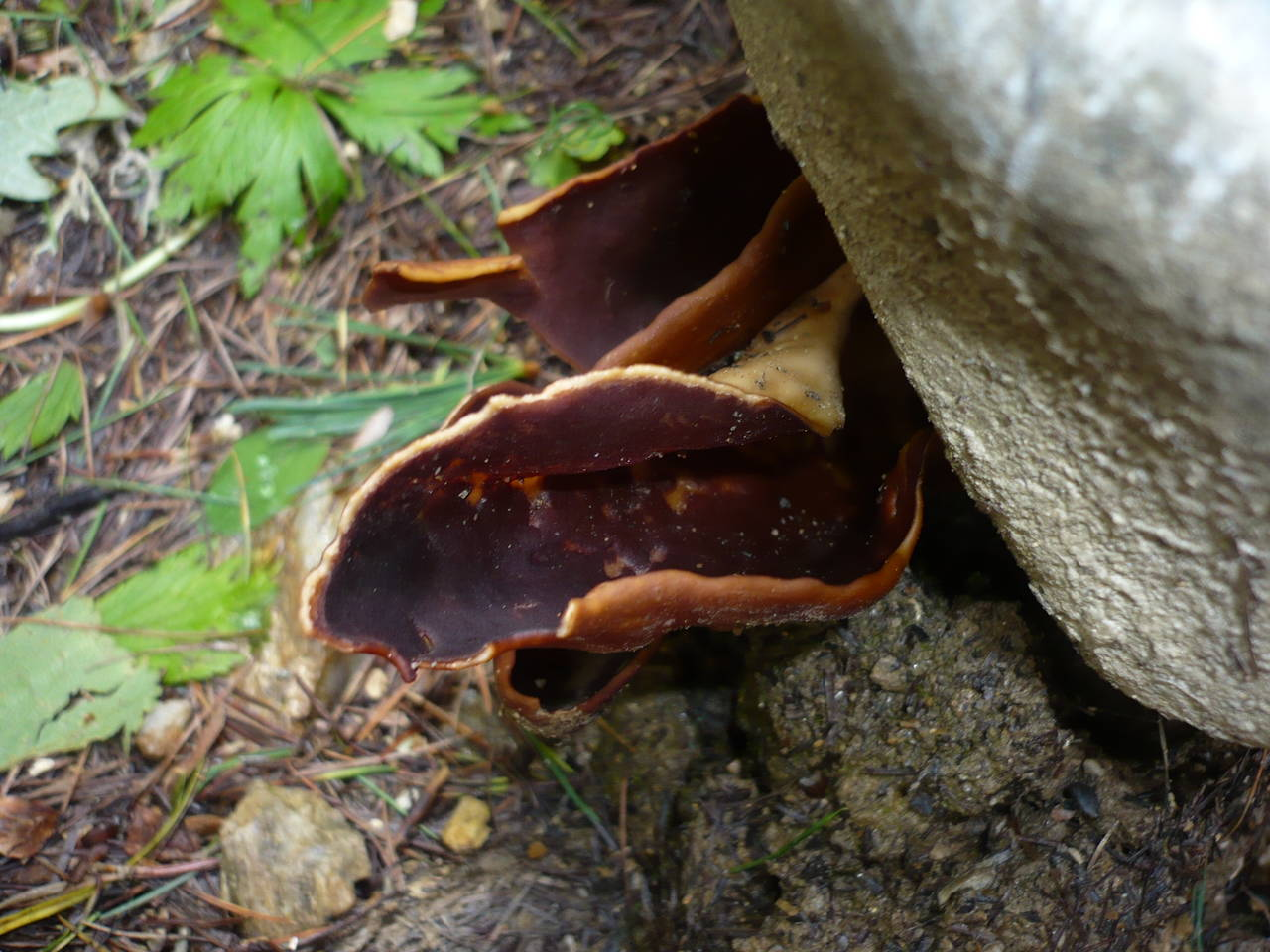
Otidea auricula
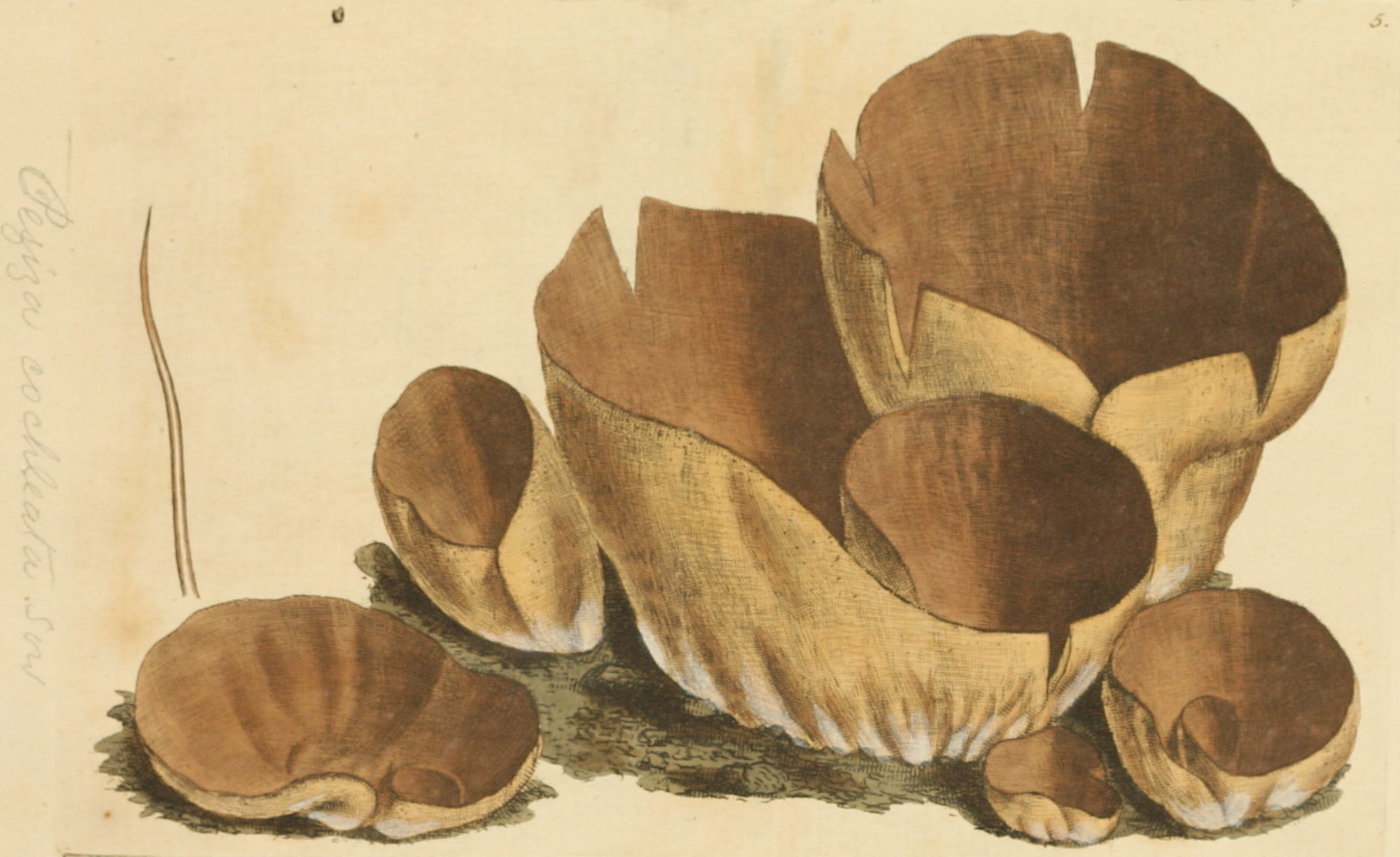
Otidea cochleata
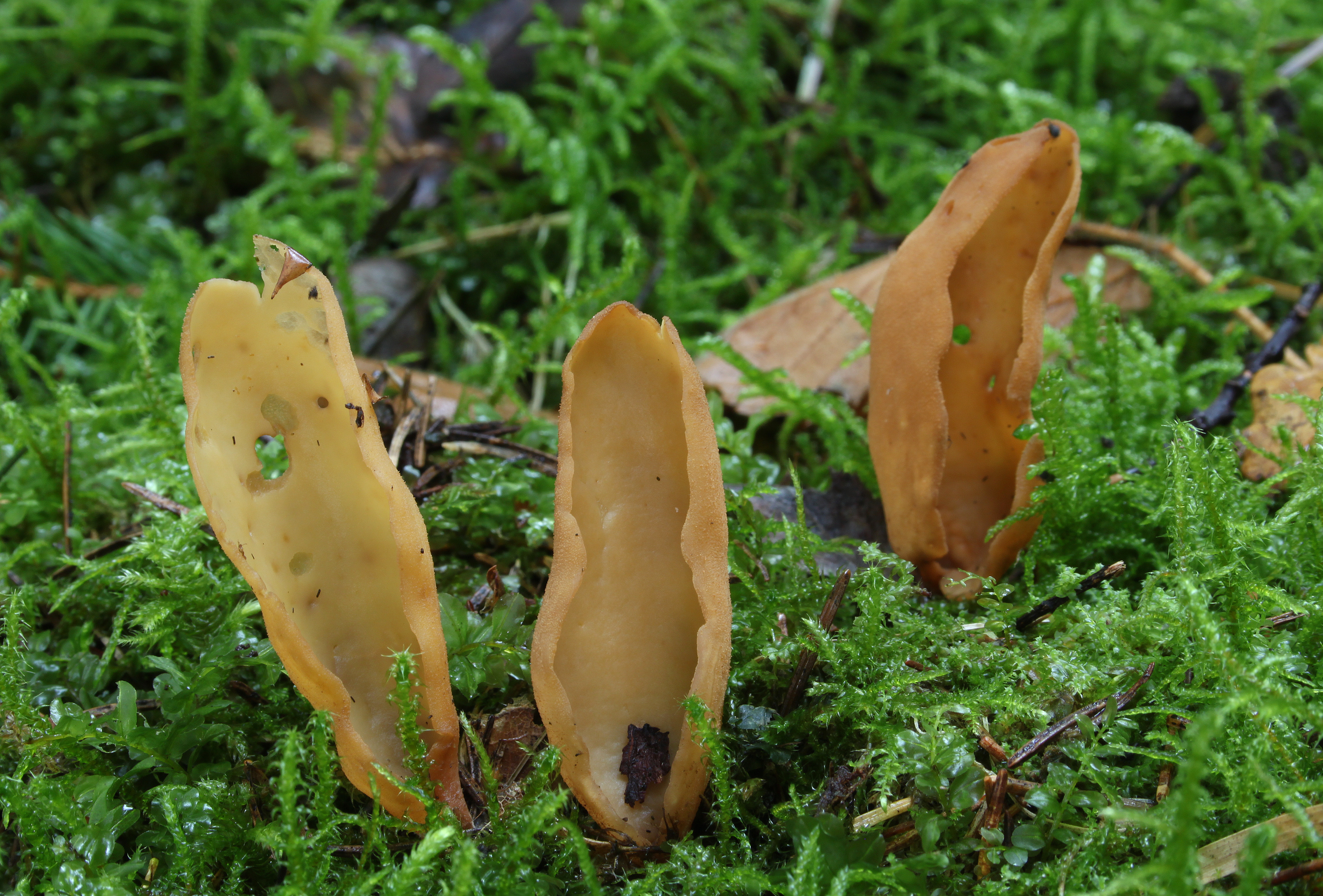
Otidea concinna

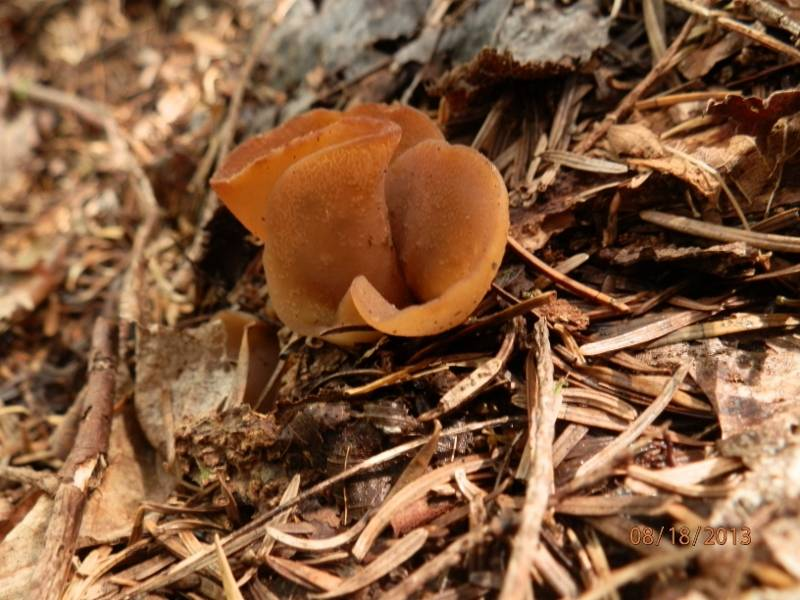
Otidea grandis
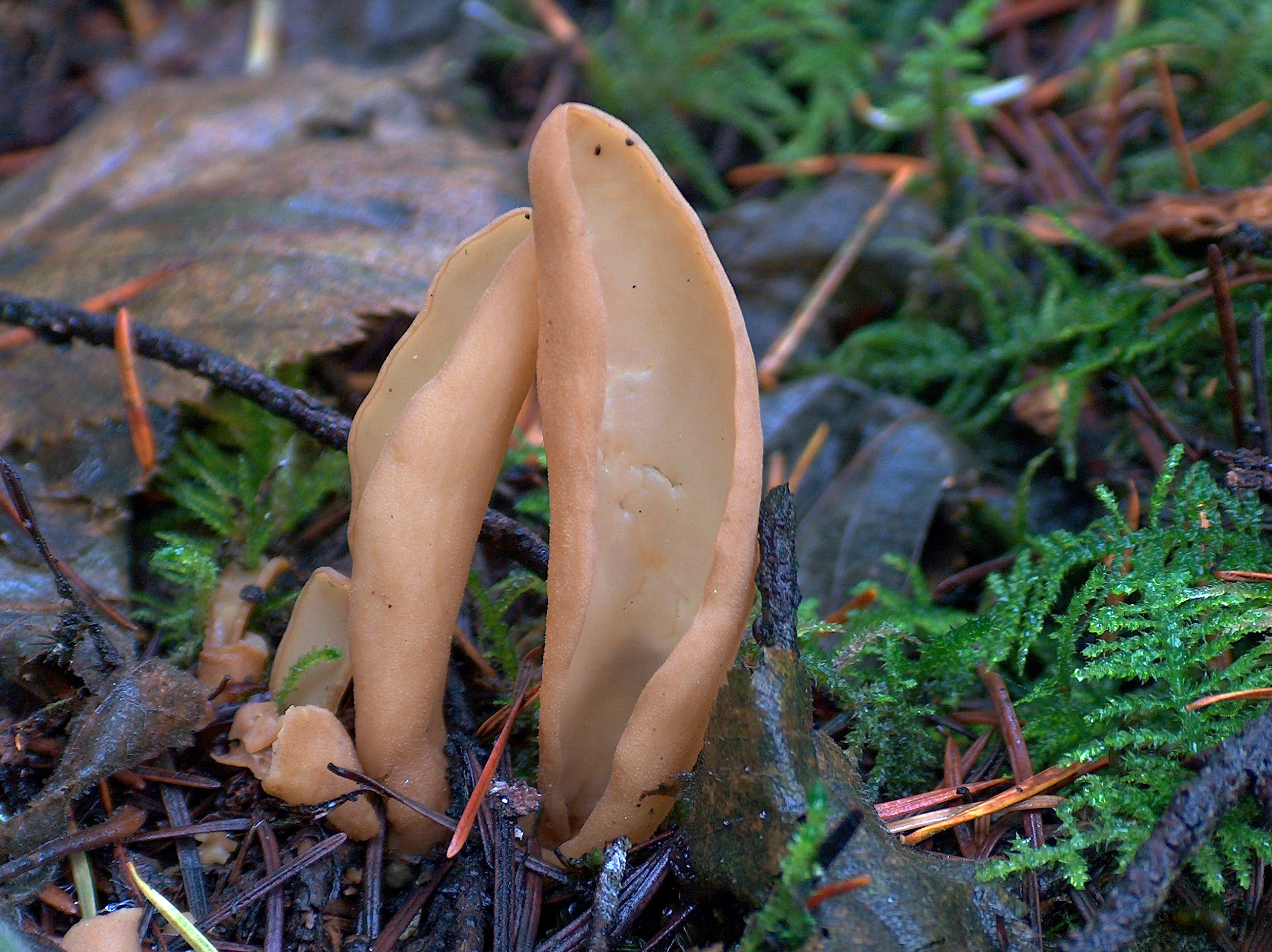
Otidea leporina
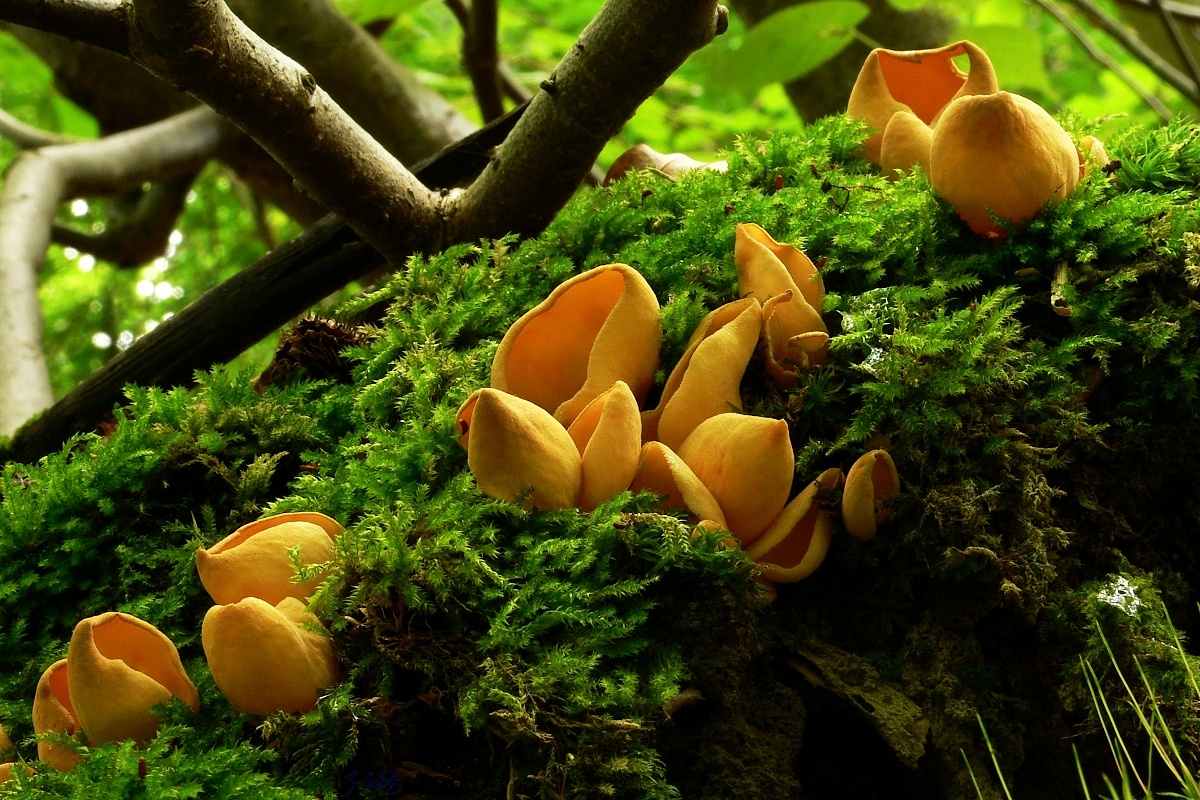
Otidea onotica
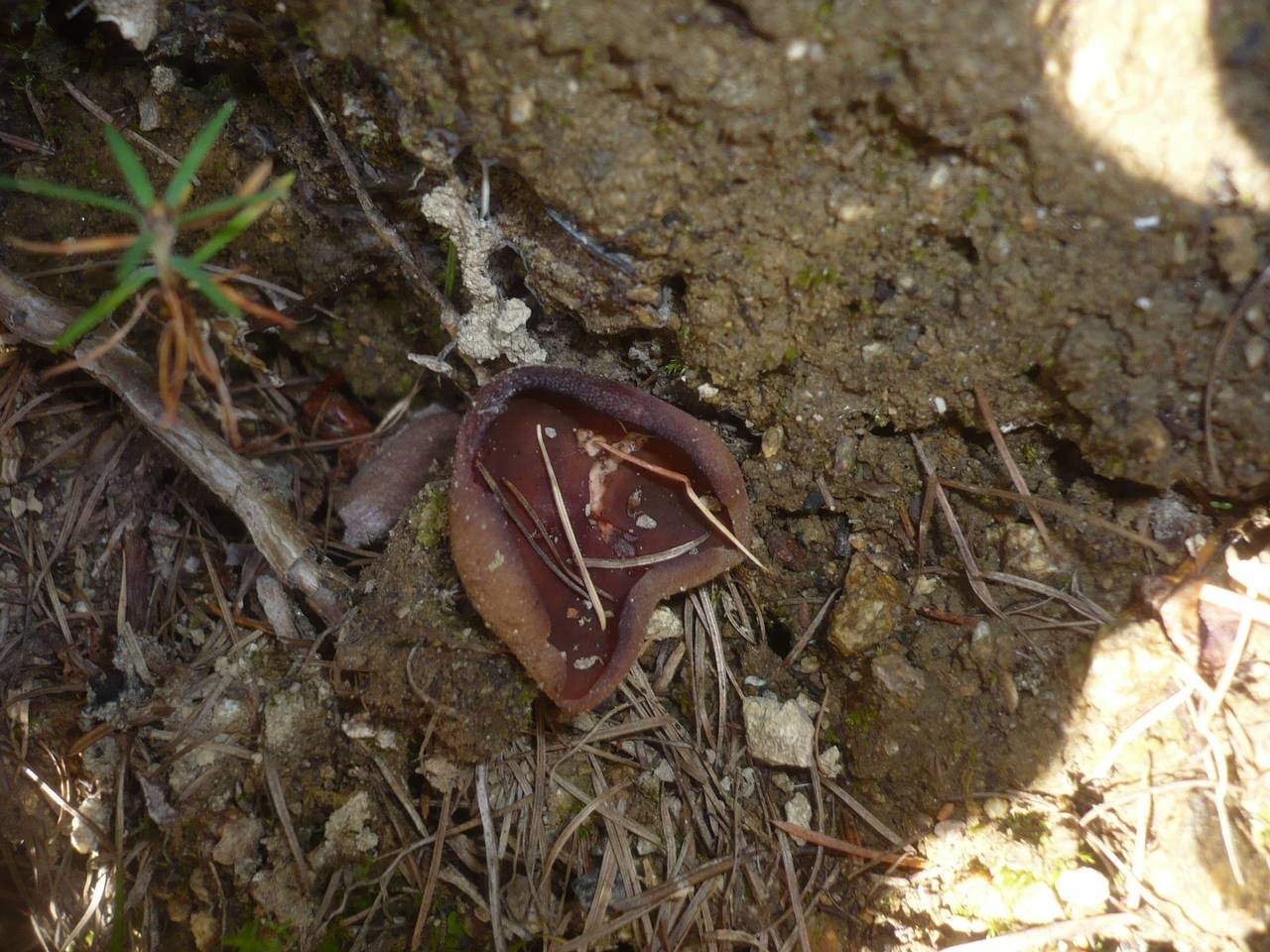
!Otidea umbrina!
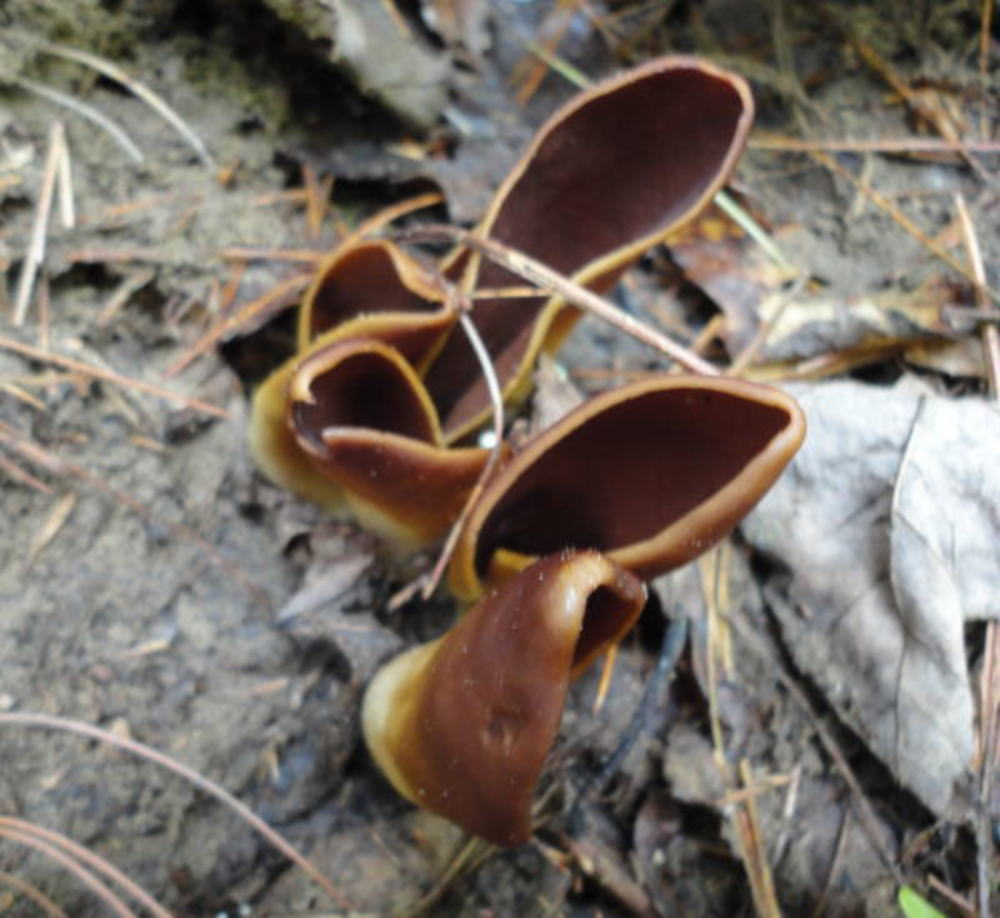
Helvella silvicola

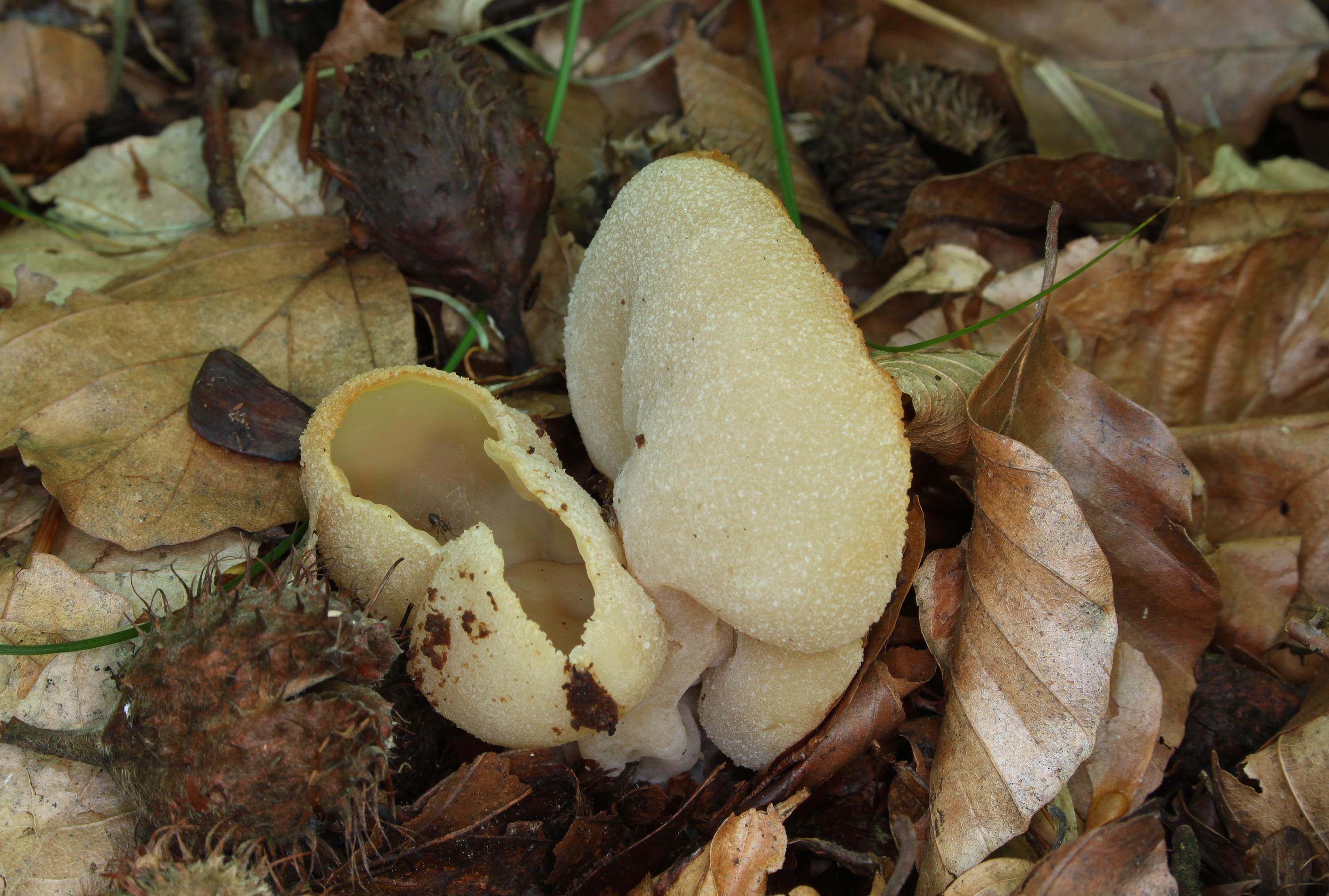
Peziza arvernensis
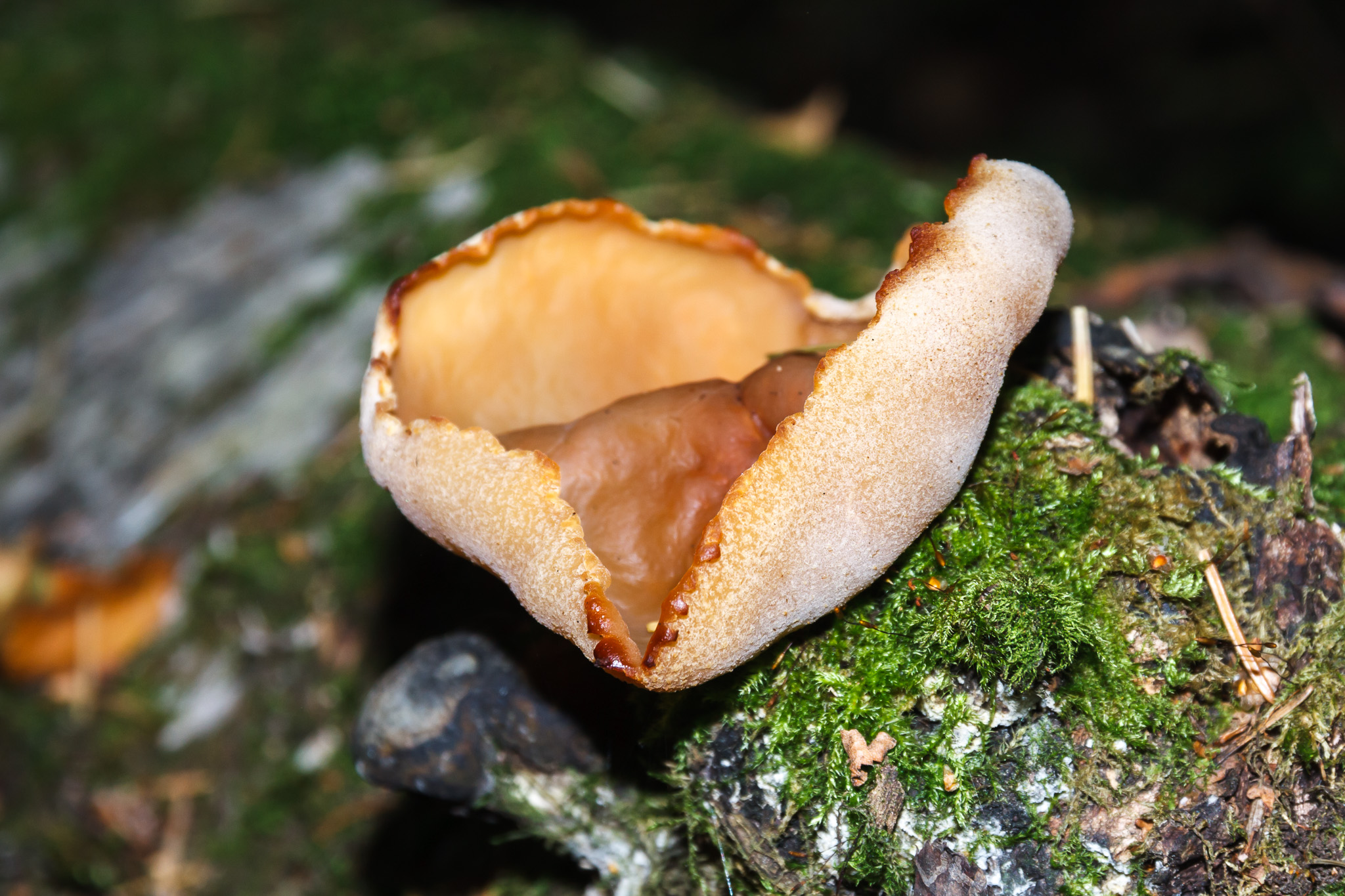
Peziza badia
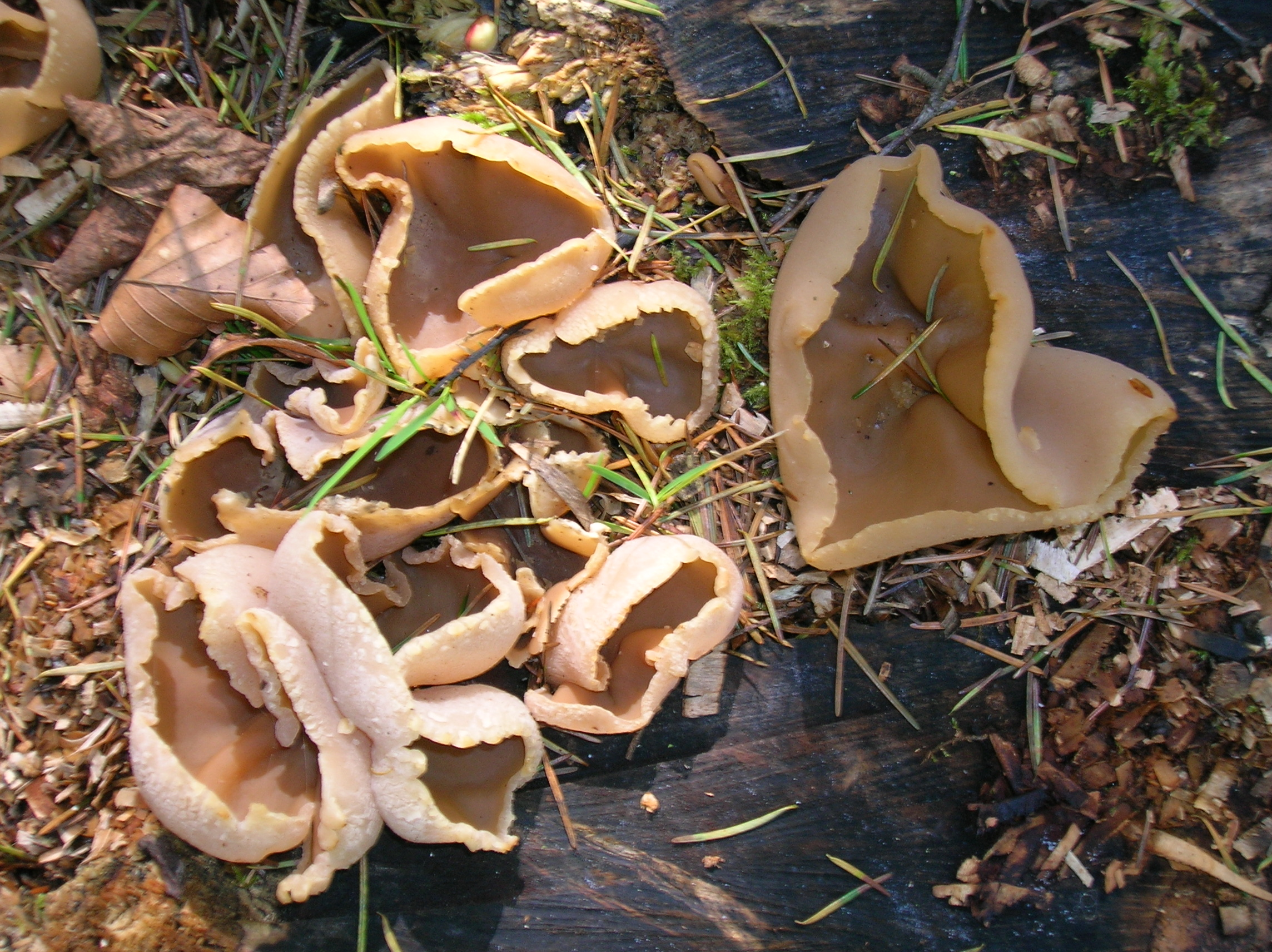
Peziza repanda
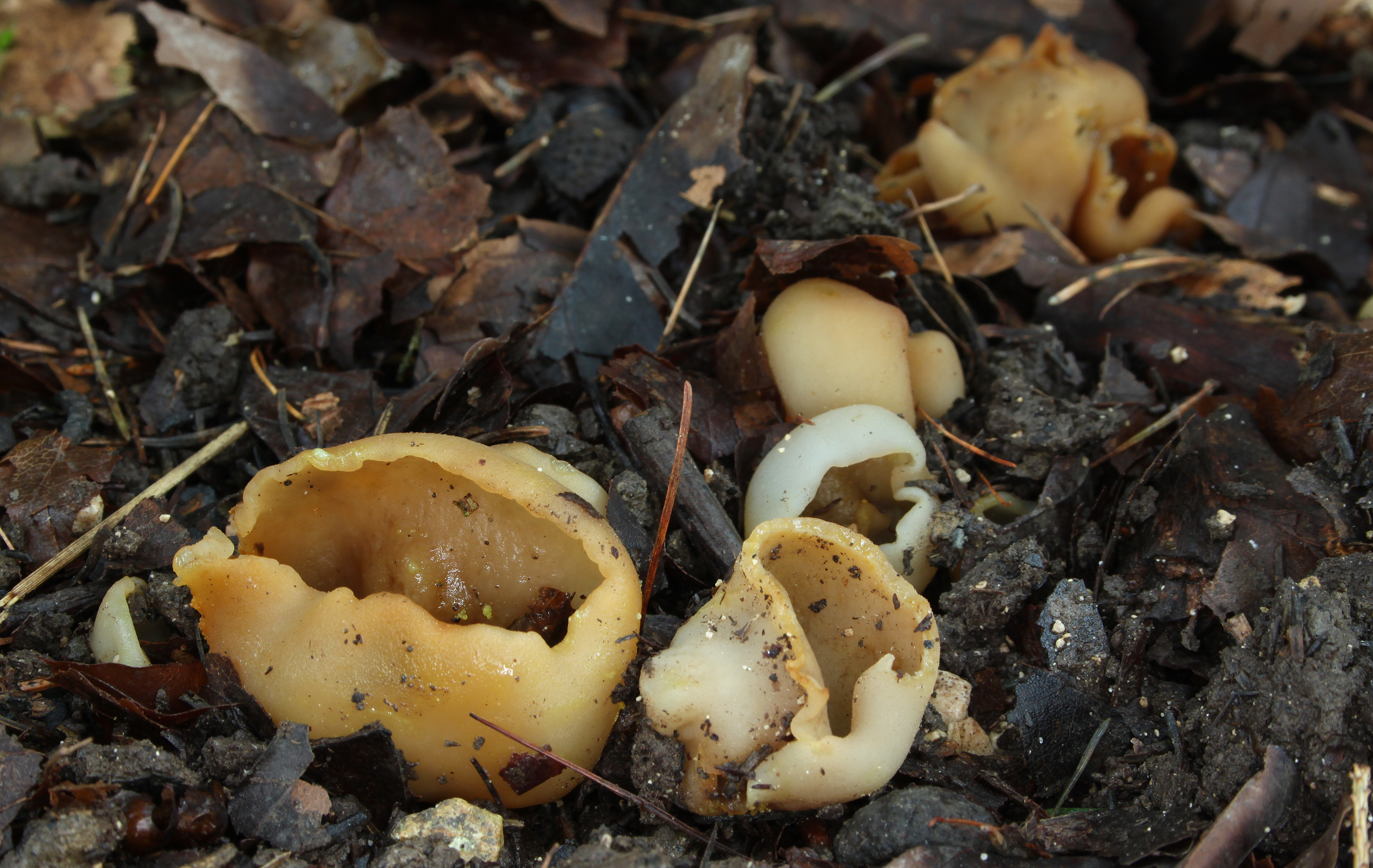
Peziza succosa

## Valorificare
Această ciupercă nu este toxică și cine ar vrea, ar putea să o consume. Dar din cauza mirosului și gustului plictisitor precum a consistenței cărnii, nu are nicio valoare culinară.

## Bibiliografie
- Bruno Cetto: „I funghi dal vero”, vol. 1-7, Editura Arte Grafiche Saturnia, Trento 1976-1993 (pentru cercetarea în total)
- Marcel Bon: “Pareys Buch der Pilze”, Editura Kosmos, Halberstadt 2012, p. 330, ISBN 978-3-440-13447-4</ref>
- Rose Marie Dähncke: „1200 Pilze in Farbfotos”, Editura AT Verlag, Aarau 2004, ISBN 3-8289-1619-8
- Hans E. Laux: „Der große Pilzführer, Editura Kosmos, Halberstadt 2001, p. 678-679, ISBN 978-3-440-14530-2</ref>
- Meinhard Michael Moser: „Kleine Kryptogamenflora der Pilze – vol. II a.: „Höhere Phycomyceten und Ascomyceten”, Editura Gustav Fischer, Jena 1963